# Loggerheads (film)
Pour plus de détails, voir Fiche technique et Distribution.
Loggerheads est un film américain réalisé par Tim Kirkman, sorti en 2005.
Ce film — inspiré de faits réels — raconte trois histoires différentes qui commencent toutes dans les années 1999-2001, en Caroline du Nord.

## Synopsis
À Kure Beach, Mark (Kip Pardue), jeune homosexuel qui a fui sa famille d'adoption très puritaine, vient protéger les tortues de mer carets (d'où le titre du film). Il y rencontre George (Michael Kelly) qui tient un petit motel. Pendant ce temps, à Eden, Elizabeth (Tess Harper), femme d'un pasteur conservateur, se demande ce qui est arrivé à son fils. Et à Ashville, Grace (Bonnie Hunt) quitte son emploi pour retrouver le fils qu'elle a dû abandonner à la naissance, alors qu'elle n'avait que 17 ans.

## Fiche technique
- Titre : Loggerheads
- Réalisation :	Tim Kirkman
- Scénario : Caitlin Dixon, Tim Kirkman
- Photographie : Oliver Bokelberg
- Montage : Caitlin Dixon
- Musique : Mark Geary
- Direction artistique : Rick Mobbs
- Décors : Dawn Serody
- Costumes : Susan Oliver
- Son :
- Producteur :Mike Morley
- Société de production : 120dB Films, Independent Dream Machine, LaSalleHolland
- Société de distribution : Strand Releasing
- Budget :
- Pays de production :  États-Unis
- Langue : Anglais
- Format : Couleurs — 16 mm — 1,85:1 — Son : Dolby Digital
- Genre : Film dramatique
- Durée : 95 minutes (1 h 35)
- Date de sortie :
  - États-Unis : janvier 2005 (Festival du film de Sundance)

## Distribution
- Kip Pardue : Mark
- Bonnie Hunt : Grace Bellamy
- Michael Kelly : George
- Tess Harper : Elizabeth

## Récompenses
Ce film a emporté plusieurs prix : Meilleur film au festival de Nashville 2005, Meilleur film aux Outfest de Los Angeles 2005, Meilleur film au festival de Floride 2005.